# Johnny Clark (pilote automobile)
Pour les articles homonymes, voir Clark.
Johnny Clark est un pilote automobile de stock-car né le 28 décembre 1979 à Farmingdale, Maine aux États-Unis, principalement actif dans les séries PASS.

## Biographie
Il fait ses débuts en 1995 à l'âge de 15 ans à la piste Wiscasset Raceway dans le Maine, terminant sixième au championnat local de la catégorie Late Model, récoltant deux victoires. Après avoir été nommé le pilote de la catégorie Late Model s'étant le plus amélioré à la piste de Wiscasset l'année suivante, il devient, en 1997, le plus jeune pilote à se qualifier pour le prestigieux Oxford 250 à l'âge de 17 ans et termine à une brillante onzième place sur 44 partants.
Il continue d'enchaîner les succès et coups d'éclats dans différentes séries avant de se lancer dans la nouvelle série PASS à partir de 2001. Si sa première saison fut limitée à cinq départs en raison d'une blessure à un poignet, il sera de tous les départs de la série PASS North à partir de 2002, étant couronné champion à six reprises en 2004, 2006, 2008, 2009, 2010 et 2011. À la conclusion de la saison 2014, il cumule 34 victoires, 107 top 5 et 150 top 10 en 188 départs. À cela, il faut ajouter deux autres victoires en 11 départs dans la série PASS South.
Johnny Clark compte aussi une victoire dans la série canadienne Maritime Pro Stock Tour en 2010 à la piste Speedway 660 de Geary, près de Fredericton au Nouveau-Brunswick.
Il n'a pas de lien de parenté avec Cassius Clark, autre vedette des séries PASS.